# Juli Cane
Juli Cane o Juli Canus (en llatí Julius Canus) va ser un filòsof estoic, que va ser condemnat a mort per Calígula. Llavors va prometre als seus amics que se'ls apareixeria després de la seva mort per comunicar què passava amb l'anima després de deixar el cos. Es diu que va complir aquesta promesa quan es va aparèixer en una visió a un dels seus amics, anomenat Antíoc. És una història narrada per Sèneca i Plutarc.